# 四国西予ジオパーク
四国西予ジオパーク（しこくせいよジオパーク）は、愛媛県西予市の全域をその範囲とするジオパークである。

## 沿革
- 2013年（平成25年）9月24日 - 日本ジオパークネットワーク加盟認定を受けた。
- 2017年（平成29年）12月22日 - ジオパークの再認定を受けた。

## 組織
活動は四国西予ジオパーク推進協議会（会長 西予市長 管家一夫）がすすめている。推進協議会の事務局は、西予市役所企画財務部ジオパーク推進室が担当している。

## 特徴
4つのエリア、13のジオサイト（特徴的な地層や地形の見所）からなり、63のジオポイントがある。
海抜0mから標高1,400mまでの自然と歴史、多様な生態系に恵まれており、黒瀬川構造帯と呼ばれるシルル紀（約4億2500万年前）の地層が露出しており、大変貴重なものになっている。日本列島の地質は約2億5000万年前から始まる中生代から新生代にかけてつくられたものがほとんど。 さらに、人類の誕生が600万年前～500万年前であることを考えると、その地質がいかに古く、貴重なものであるか分かるはずである。
ジオポイントの案内役として、ジオガイドがいて、ジオガイドの養成にも力を入れている。
2016年及び2017年にクレオフーガとともに四国西予ジオパークミュージックコンテスト(審査委員長　植松伸夫)を開催、ジオポイントをイメージした楽曲を募集した。
採用曲が収められたオーディオ機器の貸し出しを現地で受けることができる。

## エリア

### 北部宇和海エリア
- 北部宇和海エリアは、宇和海沿岸部の旧三瓶町、旧明浜町を中心とする、海エリアである。
  - 明浜西ジオサイト
  - 明浜東ジオサイト
  - 三瓶湾ジオサイト

### 肱川上流エリア
- 肱川上流エリアは、肱川の上流に位置する、旧宇和町、旧野村町を中心とする、里エリアである。
  - 宇和盆地ジオサイト
  - 岡成ジオサイト
  - 観音水ジオサイト
  - 法華津峠ジオサイト
  - 野村ジオサイト

### 黒瀬川エリア
- 黒瀬川エリアは、黒瀬川造山帯の位置する、旧城川町を中心とする、山エリアである。
  - 奥伊予ジオサイト
  - 三滝山ジオサイト
  - 魚成ジオサイト

### 四国カルストエリア
- 四国カルストエリアは、旧野村町の大野ヶ原の高原地帯に広がる四国カルストと呼ばれるカルスト地形を中心とする、高原エリアである。
  - 大野ヶ原ジオサイト
  - 舟戸川ジオサイト